# Olympische Sommerspiele 1992/Teilnehmer (Kenia)
| Gelbes Symbol für Goldmedaillen mit stilisierten Olympischen Ringen | Graues Symbol für Silbermedaillen mit stilisierten Olympischen Ringen | Braundes Symbol für Bronzemedaillen mit stilisierten Olympischen Ringen |
| ------------------------------------------------------------------- | --------------------------------------------------------------------- | ----------------------------------------------------------------------- |
| 2                                                                   | 4                                                                     | 2                                                                       |

Kenia nahm an den Olympischen Sommerspielen 1992 in Barcelona, Spanien, mit einer Delegation von 49 Sportlern (40 Männer und neun Frauen) teil.

## Medaillengewinner

### Gold
| Name(n)                 | Sportart       | Wettkampf            |
| ----------------------- | -------------- | -------------------- |
| William Tanui           | Leichtathletik | 800 Meter            |
| Matthew Kiprotich Birir | Leichtathletik | 3000 Meter Hindernis |

### Silber
| Name(n)         | Sportart       | Wettkampf            |
| --------------- | -------------- | -------------------- |
| Nixon Kiprotich | Leichtathletik | 800 Meter            |
| Paul Bitok      | Leichtathletik | 5000 Meter           |
| Richard Chelimo | Leichtathletik | 10.000 Meter         |
| Patrick Sang    | Leichtathletik | 3000 Meter Hindernis |

### Bronze
| Name(n)        | Sportart       | Wettkampf            |
| -------------- | -------------- | -------------------- |
| Samson Kitur   | Leichtathletik | 400 Meter            |
| William Mutwol | Leichtathletik | 3000 Meter Hindernis |

## Teilnehmer nach Sportarten

### Boxen
- James Wanene
Halbfliegengewicht: 17. Platz

- Benjamin Ngaruiya
Bantamgewicht: 17. Platz

- Nick Odore
Weltergewicht: 9. Platz

- Joseph Akhasamba
Schwergewicht: 9. Platz

- David Anyim
Superschwergewicht: 9. Platz

### Gewichtheben
- Abdallah Juma
Federgewicht: 28. Platz

### Judo
- Joseph Momanyi
Halbleichtgewicht: 36. Platz

- Michael Oduor
Mittelgewicht: 13. Platz

- Donald Obwoge
Schwergewicht: 9. Platz

### Leichtathletik
- Kennedy Ondiek
100 Meter: Vorläufe
200 Meter: Viertelfinale

- Simon Kipkemboi
200 Meter: Vorläufe
4 × 400 Meter: Im Finale disqualifiziert

- Samson Kitur
400 Meter: Bronze 
4 × 400 Meter: Im Finale disqualifiziert

- Simon Kemboi
400 Meter: Halbfinale
4 × 400 Meter: Im Finale disqualifiziert

- David Kitur
400 Meter: Viertelfinale
4 × 400 Meter: Im Finale disqualifiziert

- William Tanui
800 Meter: Gold

- Nixon Kiprotich
800 Meter: Silber

- Paul Ereng
800 Meter: Halbfinale

- Joseph Chesire
1500 Meter: 4. Platz

- Jonah Birir
1500 Meter: 5. Platz

- David Kibet
1500 Meter: 10. Platz

- Paul Bitok
5000 Meter: Silber

- Yobes Ondieki
5000 Meter: 5. Platz

- Dominic Kirui
5000 Meter: 14. Platz

- Richard Chelimo
10.000 Meter: Silber

- William Koech
10.000 Meter: 8. Platz

- Moses Tanui
10.000 Meter: 8. Platz

- Boniface Merande
Marathon: 14. Platz

- Douglas Wakiihuri
Marathon: 36. Platz

- Ibrahim Hussein
Marathon: 37. Platz

- Barnabas Kinyor
400 Meter Hürden: Halbfinale

- Erick Keter
400 Meter Hürden: Halbfinale

- Gideon Yego
400 Meter Hürden: Vorläufe

- Matthew Birir
3000 Meter Hindernis: Gold

- Patrick Sang
3000 Meter Hindernis: Silber

- William Mutwol
3000 Meter Hindernis: Bronze

- Abednego Matilu
4 × 400 Meter: Im Finale disqualifiziert

- James Sabulei
Weitsprung: 33. Platz in der Qualifikation

- Benjamin Koech
Weitsprung: 36. Platz in der Qualifikation

- Gladys Wamuyu
Frauen, 800 Meter: Vorläufe

- Susan Sirma
Frauen, 1500 Meter: Vorläufe

- Esther Kiplagat
Frauen, 3000 Meter: Vorläufe

- Jane Ngotho
Frauen, 3000 Meter: Vorläufe

- Pauline Konga
Frauen, 3000 Meter: Vorläufe

- Hellen Kimaiyo
Frauen, 10.000 Meter: 9. Platz

- Tegla Loroupe
Frauen, 10.000 Meter: 17. Platz

- Lydia Cheromei
Frauen, 10.000 Meter: Vorläufe

- Pascaline Wangui
Frauen, Marathon: 28. Platz

### Schießen
- Shuaib Adam
Luftpistole: 45. Platz
Freie Scheibenpistole: 44. Platz

- Satiender Sehmi
Kleinkaliber, liegend: 52. Platz